# Gonomyia pino
Gonomyia pino är en tvåvingeart som beskrevs av Günther Theischinger 1994. Gonomyia pino ingår i släktet Gonomyia och familjen småharkrankar. Inga underarter finns listade i Catalogue of Life.